# Valentin Dasch
Valentin Dasch (* 1. Mai 1930 in Irl; † 2. August 1981 in Zangberg) war ein deutscher Politiker (CSU).

## Leben und Beruf
Valentin Dasch wurde als Sohn eines Landwirts geboren. Nach dem Besuch der Volksschule absolvierte er eine Ausbildung zum Schreiner, die er mit der Gehilfenprüfung abschloss. Von 1948 bis 1952 arbeitete er als Schreiner im landwirtschaftlichen Betrieb seiner Eltern. 1952 bildete er sich an der Katholischen Landvolkshochschule Wies in Steingaden fort. Er war von 1952 bis 1961 als Landjugendsekretär bei der Erzdiözese München tätig, beteiligte sich gleichzeitig am Aufbau der dortigen Katholischen Landjugend (KLJB) und leistete Mitarbeit in den KLJB-Gremien auf Landes- und Bundesebene. 1963/64 wurde er als Landvolksekretär bei der Münchener Erzdiözese beschäftigt. Außerdem hatte er im Jahre 1955 nach seiner Heirat mit seiner Ehefrau Anni einen kleinen landwirtschaftlichen Betrieb übernommen. Aus der Ehe gingen zehn Kinder hervor, darunter die ehemalige Bürgermeisterin von Mühldorf am Inn Marianne Zollner (SPD).

## Partei
Dasch trat 1954 in die CSU ein und wurde 1955 Mitglied des CSU-Kreisvorstandes Mühldorf. Ab 1965 war er Agrarreferent beim Landesvorstand der Partei.

## Abgeordneter
Dasch war seit 1956 Ratsmitglied der Gemeinde Zangberg und wurde im gleichen Jahr in den Kreistag des Kreises Mühldorf gewählt. Er gehörte von 1962 bis 1966 dem Bezirkstag des Bezirkes Oberbayern an und war von 1966 bis zum 18. Dezember 1969 Mitglied des Bayerischen Landtages. Dem Deutschen Bundestag gehörte er von 1969 bis zu seiner Mandatsniederlegung am 15. September 1972 an. Im Parlament vertrat er den Wahlkreis Altötting. Hierzu gehörten neben dem Landkreis Altötting auch die Landkreise Mühldorf a. Inn und Wasserburg a. Inn.